# Steelwing
Steelwing war eine 2009 gegründete schwedische Heavy-Metal-Band aus Nyköping. Die Gruppe selbst bezeichnet ihren Musikstil auf ihren Konzerten als True Heavy Metal. Im Jahre 2016 gab die Band ihre Auflösung bekannt.

## Geschichte
Steelwing wurde im Frühjahr 2009 unter dem Namen Scavenger gegründet, änderte den Namen aber nach Beitritt des Sängers Riley in Steelwing. Inspiration zum neuen Namen lieferte das Cover des Judas-Priest-Albums Screaming for Vengeance, auf dem ein stählerner Vogel abgebildet ist. Die Band nahm kurz nach der Aufnahme der ersten vier Lieder an einem Newcomer-Wettbewerb der österreichischen Bookingagentur Rock the Nation teil, in dem sie sich zusammen mit der griechischen Gruppe Suicidal Angels gegen 1200 andere Gruppen siegreich behaupten konnte. Ihr Debütalbum Lord of the Wasteland wurde von Achim Köhler gemastert, der schon Brainstorm, Primal Fear und viele mehr unterstützt hatte. Steelwings Stil wird oft, in Anspielung auf die New Wave of British Heavy Metal, der NWOTHM (New Wave of Traditional Heavy Metal) zugeordnet. Ihre Einflüsse und Vorbilder sieht die Band bei Gruppen wie Iron Maiden, Judas Priest, Diamond Head, Accept und Savatage.
Das erste Studioalbum, Lord of the Wasteland, wurde im Deep Blue Studio nahe ihrer Heimatstadt aufgenommen und am 26. Februar 2010 via NoiseArt Records veröffentlicht. Es erhielt in der Presse positive Resonanz.

„Der britische Frühachziger-Sound ist ja gerade wieder voll im Kommen und wer mit der kurz vorher erschienenen WHITE WIZZARD-Scheibe noch nicht ausreichend bedient ist, der bekommt dank STEELWING nun den entsprechenden Nachschlag.“

„Ich bin aber sicher, mit STEELWING wächst hier eine Band heran, die in den Bereichen des traditionellen Metal noch viel erreichen kann. Der erste Eindruck, den die Schweden mit ‚Lord Of The Wasteland‘ hinterlassen, ist sicherlich nicht schlecht. Old-School-Fans sollten der Truppe außerdem ruhig jetzt schon ein Ohr gönnen.“

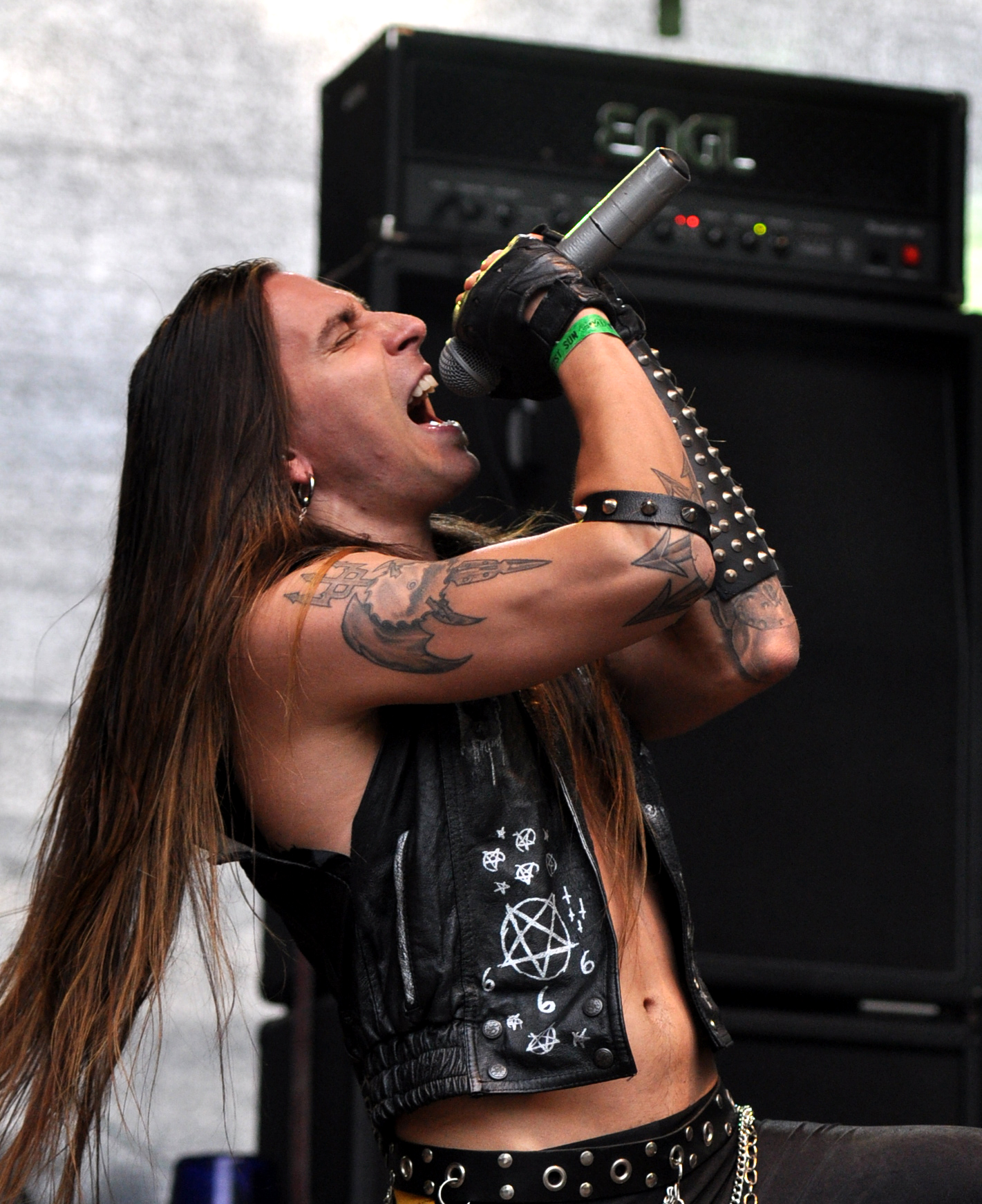
Riley Erickson
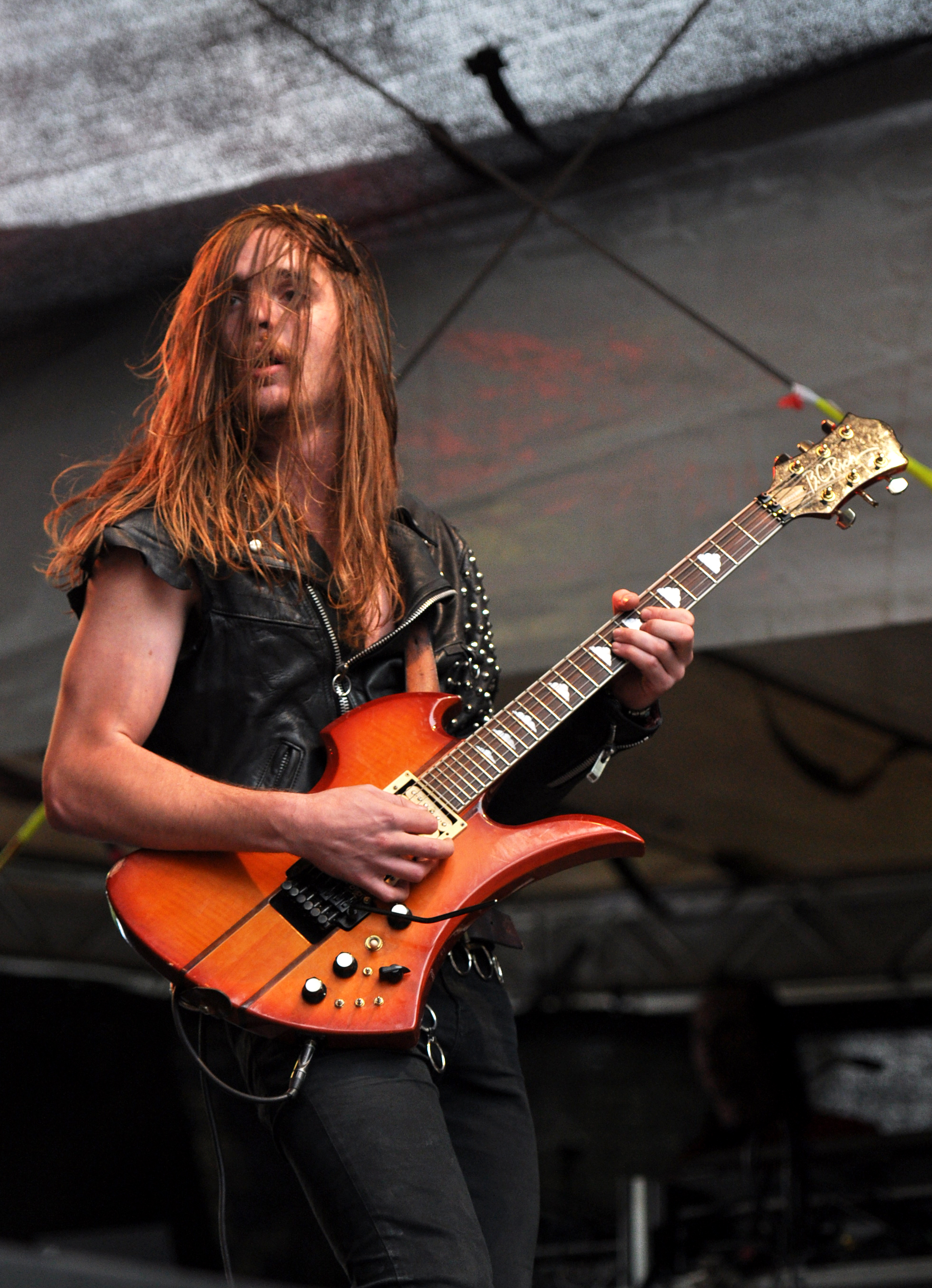
Alex Vega
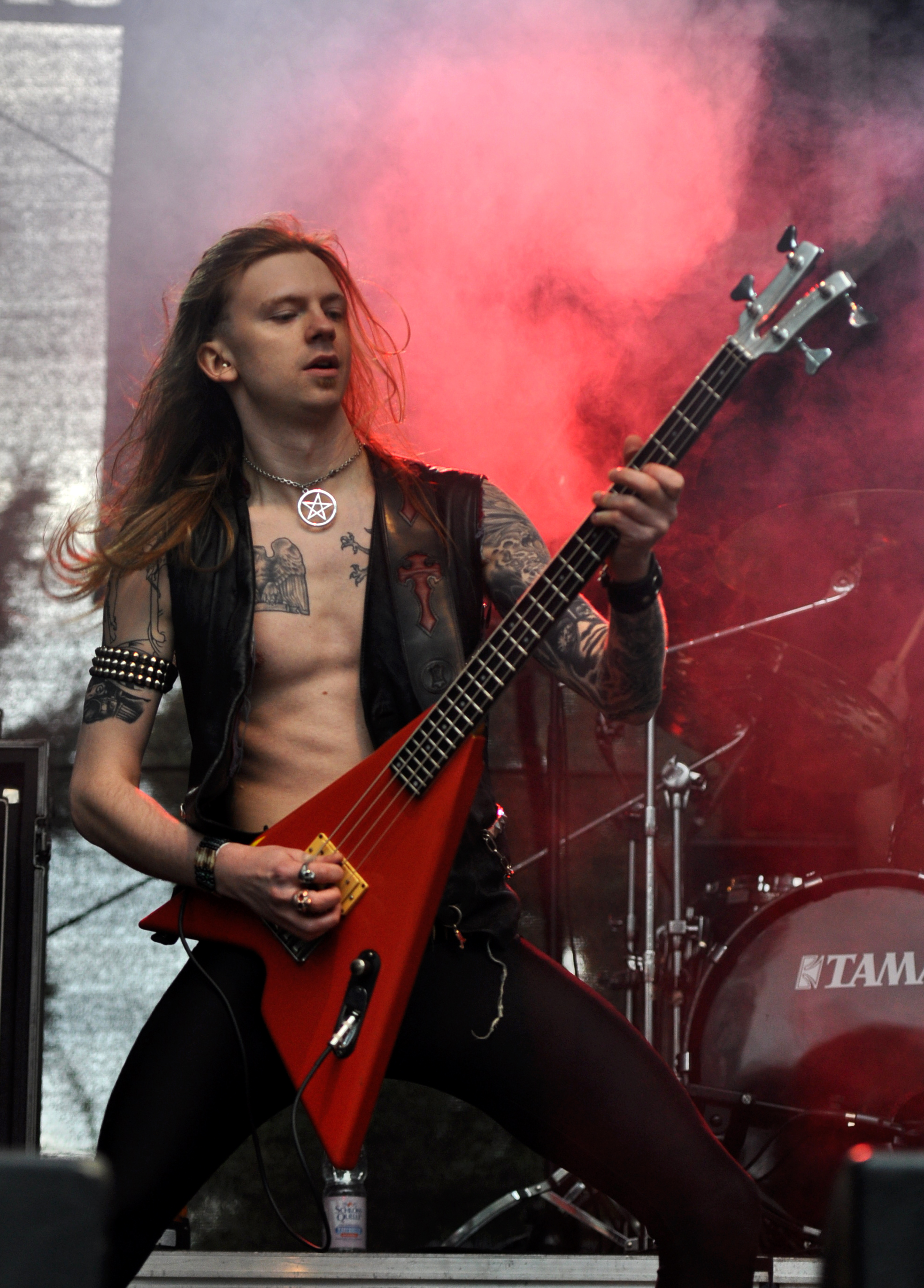
Nic Savage
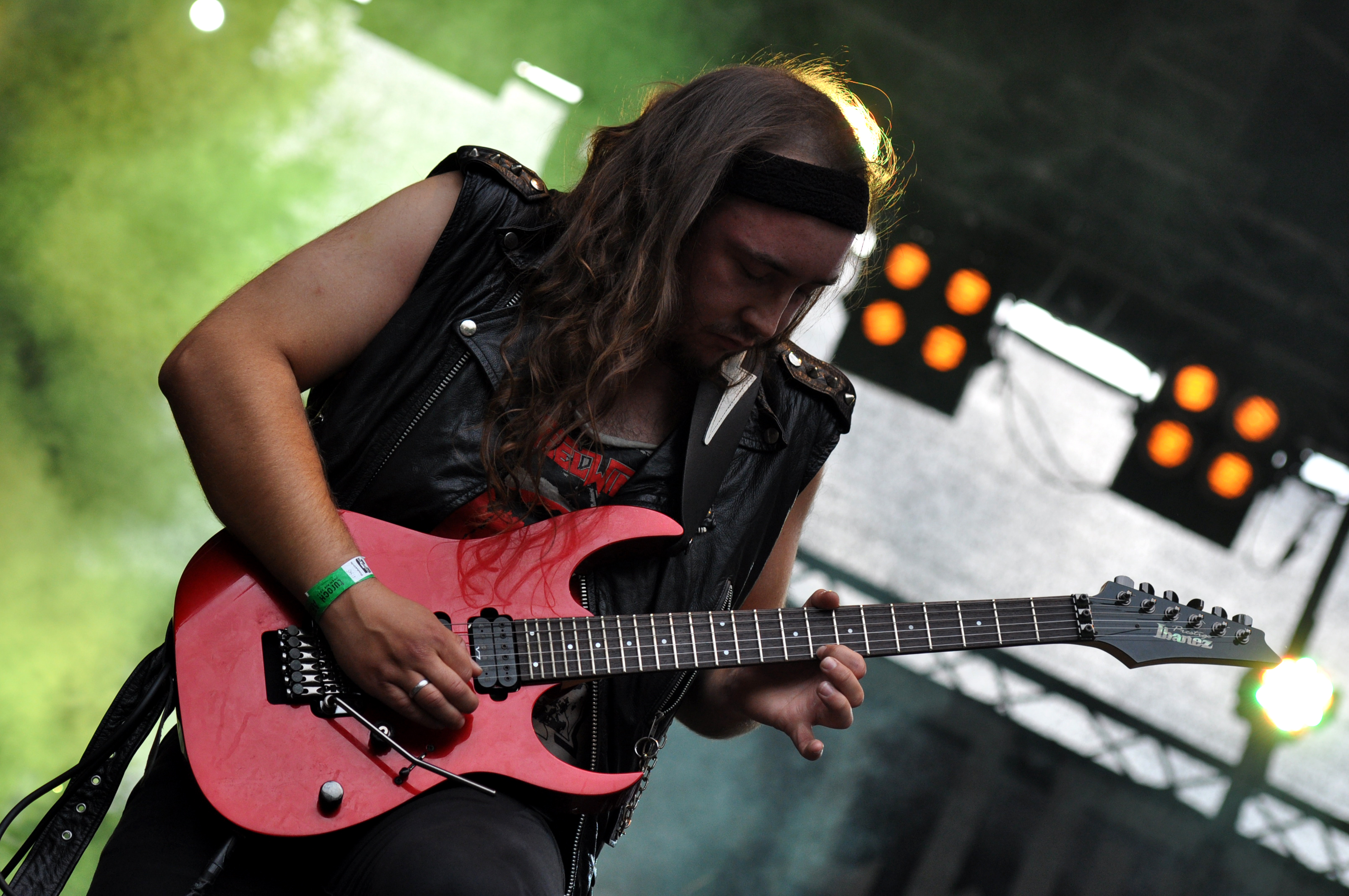
Robby Rockbag

Das Cover des Albums wurde von Ed Repka gezeichnet und zeigt ein mit automatischen Waffen ausgestattetes Automobil, das von einem Roboter, der wie ein Skelett aussieht, durch über eine Straße in einem Ödland gelenkt wird, sowie einen stählernen Vogel.
Anfang 2011 verließ der Bassist Gustav Skürk die Band und wurde durch Nic Savage ersetzt.
Im Januar 2012 veröffentlichte die Band ihr zweites Studioalbum mit dem Titel Zone of Alienation.

### Konzertgeschichte
Steelwing trat in bei ihren ersten Konzerten hauptsächlich als Coverband auf, da die Band mit ihrer Demo erst zwei eigene Stücke hatte. Bis zum Frühjahr 2010 ging sie auf Clubtour mit den Gruppen Enforcer, Cauldron und Suicidal Angels, bis zum Jahresende 2010 ging die Gruppe jeweils mit Blind Guardian sowie Sabaton und Alestorm auf Tour, wo die Band überwiegend positiv bewertet wurde.

„Den ersten Anzünder machten um halb acht STEELWING, eine gerade mal ein Jahr alte Power-Metal-Band aus dem metallischen Schweden, und bewiesen, dass sie bestimmt keine Anfänger sind. Ganz klassisch in nietenübersähtes (sic) Leder gekleidet, kämpften sie gegen den Berliner Oktober-Regen-Blues mit (geschätzten) 170 BPM und schnellen Riffs an - was auch durchaus gelang, jedenfalls in den vorderen Reihen griff die Energie auf das Publikum über.“

Im Januar und Februar 2011 spielte die Band als Vorgruppe der Heavy-Metal-Band Accept auf deren Tour „Blood of the Nations“.
Im Januar 2012 ging die Band mit Grand Magus, Bullet, Vanderbuyst und Skull Fist auf Tour, wobei auf einigen Terminen der Tour Steelwing lediglich mit Skull Fist als Special Guests Headliner waren. Während ihrer Headliner-Konzerte spielten diverse lokale Bands als Vorgruppe.

## Diskografie
- 2009: Demo 2009 (in Eigenvertrieb)
- 2010: Roadkill (Or Be Killed) EP (NoiseArt Records)
- 2010: Lord of the Wasteland (NoiseArt Records)
- 2012: Zone of Alienation (NoiseArt Records)
- 2015: Reset, Reboot, Redeem (NoiseArt Records)